# Frugières-le-Pin

Frugières-le-Pin este o comună în departamentul Haute-Loire, Franța. În 2009 avea o populație de 138 de locuitori.